# Thomas Müntzer
Thomas Müntzer, nemški reformator, pridigar, teolog, *okoli 21. december 1489, Stolberg, Sveto rimsko cesarstvo, † 27. maj 1525, Mühlhausen, Sveto rimsko cesarstvo.